# Атака на табір «Шахін» (2017)
21 квітня 2017 року щонайменше 10 бійців руху Талібан атакували табір «Шахін», штаб-квартиру 209-го корпусу Афганської національної армії (АНА), поблизу Мазарі-Шарифа, у провінції Балх. Точна кількість загиблих невідома — уряд Афганістану стверджує про близько 140 вбитих і 160 поранених, тоді як ЗМІ кажуть про 256 вбитих.